# 布里 (希龍代區)
布里（西班牙語：Burí），是巴拿馬的城鎮，位於該國西北部，由恩戈貝-布格雷特區的希龍代區負責管轄，面積339.7平方公里，2010年人口4,129，人口密度每平方公里12.2人。